# Le Vernet (Allier)
 Le Vernet  es una población y comuna francesa, situada en la región de Auvernia, departamento de Allier, en el distrito de Vichy y cantón de Cusset-Sud.

## Demografía
| 771 | 883 | 985 | 1175 | 1430 | 1585 |
| Para los censos de 1962 a 1999 la población legal corresponde a la población sin duplicidades (Fuente: INSEE [Consultar]) |     |     |      |      |      |